# Hang loose

Uma descrição do gesto

O gesto de shaka (em inglês:  shaka sign), conhecido no Brasil como hang loose, é um gesto usado tipicamente por surfistas, praieiros e lutadores de Jiu-jitsu brasileiro para saudações em geral. O gesto é efetuado com uma das mãos com os dedos polegares e mindinhos eretos, e o resto fechado, formando um gesto parecido com a letra Y. Pode ser acompanhado com um movimento similar a um tchau.
Frank Fasi, da cidade americana de Honolulu, no Havaí, da década de 1970, adaptou o gesto como símbolo de sua campanha. O lutador Samoa Joe utiliza o sinal depois de entrar no ringue. O gesto também era usado pelo jogador de futebol Edmundo, que o utilizava em suas comemorações. Em seguida, também foi usado nas comemorações, pelo jogador de futebol Ronaldinho Gaúcho, que celebrava seus gols mandando um duplo hang loose pra Deus. Já na década seguinte, foi utilizado pelo jogador de futebol Luciano, que enviava à torcida um duplo hangloose com a bola do jogo embaixo de um braço sempre que marcava gols. 
Em Portugal, no ano de 2016[carece de fontes?], tornou-se um gesto comum entre a camada mais jovem da população, tendo o significado de "baril", uma expressão calão para satisfação ou entusiasmo.

## Origem
A origem exata do gesto é desconhecida, conhecendo-se apenas as seguintes teorias:
- Segundo um jornal local de Honolulu, o Star Bulletin,[2] a tradição predominante atribui o gesto a Kalili Hamana de Laie, que perdeu os três dedos do meio de sua mão quando trabalhava colhendo açúcar em Kahuku. Por esta razão, Hamana passou a vigiar os carros de açúcar, que quando completamente esvaziado, fazia o gesto, como quisesse dizer, OK, ou tudo bem, o que com o passar dos anos, tornou-se o shaka.[carece de fontes?]
- Uma segunda teoria vincula o sinal do "shaka" com um jogo de canecas, onde a posição das mãos, formava o shaka.[carece de fontes?]
- Uma terceira teoria, consiste na palavra "shark eye" (olho de tubarão)". Ao fazer o gesto, representava a cabeça do tubarão martelo, muito respeitado na cultura local.[carece de fontes?]
- Uma quarta teoria diz que o termo Hang Loose se originou de um grupo de surfistas que perderam os três dedos da mão para um ataque de tubarão martelo, então quando acenavam usavam o dedão e o mindinho.[carece de fontes?]